# Колб Марина Леонідівна
Мари́на Леоні́дівна Ко́лб (* 1997) — українська тенісистка.

## З життєпису
Народилася 1997 року. Представляє місто Львів. Старша сестра Надія є її постійною партнеркою в парному розряді. Переважно грає на турнірах ITF Women's World Tennis Tour. Із сестрою виграли десять титулів у парному розряді.